# Come to Daddy
Come to Daddy ist eine EP des britischen DJs Richard D. James, besser bekannt als Aphex Twin. Die EP wurde 1997 auf Warp Records veröffentlicht.
„Come to Daddy, Pappy Mix.“ – meist verkürzt „Come to Daddy“ genannt – ist einer der bekanntesten Tracks von Aphex Twin und erreichte Platz #36 bei den britischen Singlecharts.

## Entstehungsgeschichte
Aphex Twin über die Produktion des Titeltracks:

„Come to Daddy entstand, als ich bloß zu Hause rumgammelte, mich betrank und diesen beschissenen Death-Metal-Jingle produzierte. Dann wurde es vermarktet, und ein Video wurde gemacht. Und diese kleine Idee, die ich hatte, dieser Witz, wurde zu was richtig Großem. Das war ganz und gar nicht richtig.“

Das Cover der EP wurde von Chris Cunningham gestaltet, das Foto für das Cover schoss Stefan de Batselier.

## Chartplatzierungen
Die EP belegte zwei Wochen lang eine Position in den britischen Singlecharts (Spitzenposition #36). Auf der Heatseekers-Liste von Billboard Magazine belegte sie Platz 37.

## Rezeption
Stephen Thomas Erlewine von allmusic vergibt vier von fünf Punkten an die EP und schreibt:

„Die EP ist voller verschiedener "Come to Daddy"-Remixe, welche Feinheiten des Haupttracks erkennen lassen, sowie ein paar Tracks wie "Flim", welche zeigen, dass Aphex [Twin] immer noch die wunderschönen, fragilen Melodien seiner frühen Ambient-Werke produzieren kann.“

Pitchfork Media vergab der Platte 7,2 von 10 Punkten.

## Musikvideo
Das Musikvideo zu "Come To Daddy, Pappy Mix" wurde im Oktober 1997 veröffentlicht. Chris Cunningham führte Regie und filmte am selben Drehort, wo Stanley Kubrick viele Szenen von Uhrwerk Orange drehte, nämlich nahe am 2007 abgerissenen Tavy Bridge Shopping Centre in Thamesmead. Großteile des dunklen Parkhauses aus dem Video existieren nicht mehr.
Das Video beginnt mit einer alten Frau, die mit ihrem Hund in einer trüben, industriellen Landschaft spazieren geht. Der Hund uriniert auf einen alten Fernseher, welcher auf einem Müllhaufen beim Bürgersteig liegt. Dies führt dazu, dass der Fernseher wieder "zum Leben erweckt" wird. Er zeigt das verzerrte, schreiende Gesicht von Richard D. James, welcher als Dämon dargestellt wird. Eine Gang kleiner Kinder taucht auf. Die Kinder haben ebenfalls alle das grinsende Gesicht von Richard D. James. Es sieht so aus, als würden sie die verlassenen Industriebauten bewohnen. Die Kinder rennen durch die Gänge, spielen mit Müll, demolieren Eigentum und jagen einen zu Tode erschrockenen Mann in sein Auto. Der Dämon (gespielt von Al Stokes) schlüpft aus dem Fernseher und schreit unmenschlich laut und mit verzerrtem Ton der alten Frau ins Gesicht. Dann versammeln sich die Kinder um ihn.
Das Musikvideo erreichte Platz #35 in der Liste 100 Greatest Scary Moments, die 2003 vom Channel 4 gewählt wurden. Es wurde auch 2010 von Pitchfork Media als bestes Musikvideo der 90er gewählt.

## Tracklist
Alle Lieder von Richard D. James komponiert und produziert.
1. Come to Daddy, Pappy Mix. – 4.22
2. Flim – 2.57
3. Come to Daddy, Little Lord Fauntleroy Mix – 3.55
4. Bucephalus Bouncing Ball – 5.44
5. To Cure A Weakling Child, Contour Regard – 5.10
6. Funny Little Man – 3.58
7. Come to Daddy, Mummy Mix. – 4.24
8. IZ-US – 2.57